# Jean-Marc Parisis
 (novembre 2018).
Si vous disposez d'ouvrages ou d'articles de référence ou si vous connaissez des sites web de qualité traitant du thème abordé ici, merci de compléter l'article en donnant les références utiles à sa vérifiabilité et en les liant à la section « Notes et références ».
Pour les articles homonymes, voir Parisis.
Jean-Marc Parisis, né en 1962 à Versailles, est un écrivain français. Il est l’auteur de dix romans, de cinq récits et de deux biographies, ainsi que de diverses préfaces et anthologies.

## Biographie
Après des études de lettres (hypokhâgne et khâgne au lycée Lakanal, à Sceaux, qui lui inspireront Le Lycée des artistes), Jean-Marc Parisis débute à Libération à l'âge de vingt ans. Entre 1983 et 2013, il écrit des articles dans de nombreux journaux et magazines : Libération, Le Figaro littéraire, Le Quotidien de Paris, Metro, Le Monde, Le Point, Le Figaro Magazine…
Pour la télévision, il collaboré à plusieurs documentaires de Jean-Michel Meurice dont Caucase. Chaos d’empire (1993), La Justice en question, Innocent mais présumé coupable et Un crime sans coupable(1996), Irlande, Irlandes. Les racines de la violence (1998).
Pour le cinéma, il a écrit avec Philippe Eineck le scénario de La Taule (2000), film d’Alain Robak où l’on retrouve notamment Claude Brasseur, Olivier Martinez, Gilbert Melki, Saïd Taghmaoui et Stéphane Guillon.
Il a dirigé la collection « La Désinvolture » aux éditions Quai Voltaire de 1987 à 1989 et la collection « Colère » aux Éditions du Rocher de 2000 à 2005.
En 2010 et 2011, il a chroniqué l'actualité littéraire dans l’émission Bienvenue chez Basse sur Europe 1.

## Œuvre
Depuis La Mélancolie des fast-foods, les livres, les thématiques et le style de Jean-Marc Parisis déclenchent souvent les passions. Ce premier roman, publié à l'âge de 24 ans, en 1987 à une époque où l’extrême droite s’installe durablement en France, est le portrait d’un jeune « fasciste passif », nommé Hugues Laroque, dont les sinistres tendances incarnent un certain air du temps.
Le Lycée des artistes retrace la rencontre de quatre jeunes gens dans le vent de la culture et de la révolte, un roman d’éducation, l’histoire d’une « vulgaire belle jeunesse ».
Reiser est la biographie d’un des plus grands dessinateurs français, officiant à Charlie Hebdo et Hara-Kiri.
Depuis toute la vie se compose d'une suite de variations sur les dissonances de la peur et les harmoniques de la beauté. Au centre de ce roman, une note sublime, la jeune Deirdre, « le feu blanc » : « Non pas un visage, mais cent visages, une mutinerie de traits. »
Aux confins du récit, de l’essai et de la poésie, Renvoi d'ascenseur est une histoire personnelle des banlieues françaises des années 1950 aux années 2000, aux antipodes de la sensiblerie et de la sociologie contemporaines.
Physique est l’histoire d’un avocat qui rajeunit inéluctablement, dangereusement, autant qu’une réflexion sur le mensonge, la vérité, la justice et la solitude. On y retrouve deux thèmes chers à l’auteur : la notion d’énergie et l’enfance orpheline.
Avant, pendant, après raconte et analyse la passion amoureuse comme la plus belle et la plus nécessaire des illusions. L’amour envisagé du point de vue de l’homme, l’amour comme révolution. « La première fois que je l’ai vue, je ne l’ai pas vue, je l’ai aimée de dos. »
Dans Les Aimants, confronté à la disparition d'Ava, son âme sœur, après vingt-cinq ans d’une extraordinaire complicité, le narrateur peint et immortalise le portrait d’une femme.
La Recherche de la couleur est un voyage intérieur et le tableau de notre époque, célébrant Novalis, Caroline von Günderode, Friedrich Schelling, Friedrich Schlegel chez les classiques. Patrick Dewaere, Natalie Wood et David Bowie traversent aussi le roman.
Au miroir de la figure, du parcours et de l’œuvre de l’écrivain et éditeur décédé en 2013, La Mort de Jean-Marc Roberts  développe une « analyse spectrale » de la littérature et du marché du livre depuis les années 1970.
Les Inoubliables part d’une photo de cinq enfants juifs raflés en 1944 à La Bachellerie, village de Dordogne où l’auteur passa plus tard ses vacances chez ses grands-parents. Hanté par une histoire qu’on ne lui avait pas racontée, Parisis enquête, retrouve des témoins, exhume des destins, restitue l’atmosphère de l’Occupation en province, tout en réfléchissant à « ce qui lie les hommes et les lieux dans le temps ».
À côté, jamais avec est le récit d’une enfance dans une « petite ville » près de Versailles, peuplée de personnages drôles, incongrus, saisissants. Au filtre d’une mémoire toute personnelle, l’auteur livre le portrait impressionniste d’une certaine France des années De Gaulle et Pompidou.

### Romans
- 1987 : La Mélancolie des fast foods, Grasset.
- 1992 : Le Lycée des artistes, Grasset (prix littéraire de la Vocation).
- 2000 : Depuis toute la vie, Grasset.
- 2005 : Physique, roman, Stock.
- 2007 : Avant, pendant, après, Stock (prix Roger-Nimier).
- 2009 : Les Aimants, Stock (prix des libraires de Nancy Le Point 2009[2]).
- 2012 : La Recherche de la couleur, Stock.
- 2020 : L'histoire de Sam ou l'avenir d'une émotion, Flammarion.
- 2022 : On va bouger ce putain de pays, Fayard.
- 2024 : Prescriptions, Stock.

### Biographies
- 1995 : Reiser, biographie de Jean-Marc Reiser, Grasset (nouvelle édition en 2003).
- 2018 : Un problème avec la beauté. Delon dans les yeux, Fayard.

### Récits
- 2002 : Mariage à la parisienne, récit, National Geographic.
- 2003 : Renvoi d'ascenseur, La Table Ronde.
- 2013 : La Mort de Jean-Marc Roberts, La Table Ronde.
- 2014 : Les Inoubliables, Flammarion.
- 2016 : À côté, jamais avec, JC Lattès.

### Préfaces
- Immédiatement, de Dominique de Roux, La petite vermillon, La Table Ronde, 1995.
- La Robe de laine, d’Henry Bordeaux, éditions du Rocher, 1999.
- La Mort de L.- F. Céline, de Dominique de Roux, La petite vermillon, La Table Ronde, 2007.
- Les fiancées sont froides, de Guy Dupré, La petite vermillon, La Table Ronde, 2009.
- L'Écologie, de Reiser, Glénat, 2010.
- Les Années Pilote, de Reiser, Glénat, 2011.
- La Peau de chagrin, d'Honoré de Balzac, Flammarion, Coll. GF, 2013. Cette présentation a fait l'objet d'une lecture au Théâtre de l'Odéon[3].
- Cent manières d'être ridicule, de Barbey d'Aurevilly, Flammarion, Coll. GF, 2015. Présentation du texte sous la forme d'un dialogue imaginaire avec Barbey d'Aurevilly.

### Anthologies
- Au marbre, de Guy Dupré, Françoise Sagan et François Nourissier, Quai Voltaire/La Désinvolture, 1988.
- Une bibliothèque d'écrivains, Éditions du Rocher, 1999.
- Reiser à la une, Glénat, 2008.
- Reiser, Glénat, 2013.

## Distinctions
- Prix de la Vocation en 1992 pour Le Lycée des artistes.
- Prix Roger-Nimier en 2007 pour Avant, pendant, après.
- Prix des Libraires de Nancy - Le Point en 2009 pour Les Aimants[4].
- Finaliste du Prix Renaudot en 2009 pour Les Aimants.
- Prix de la Page 112 en 2012 pour La Recherche de la couleur[5].
- Finaliste du Prix Renaudot en 2014 pour Les Inoubliables.